# Greece International 2015
Die Greece International 2015 im Badminton (auch Hellas International 2015 genannt) fanden vom 30. April bis zum 3. Mai 2015 in Sidirokastro statt.

## Sieger und Platzierte
| Disziplin    | Gold                            | Silber                          | Bronze                            |
| ------------ | ------------------------------- | ------------------------------- | --------------------------------- |
| Herreneinzel | Fabian Roth                     | Toby Penty                      | Kim Bruun                         |
| Herreneinzel | Fabian Roth                     | Toby Penty                      | Adi Pratama                       |
| Dameneinzel  | Fontaine Chapman                | Linda Zechiri                   | Fabienne Deprez                   |
| Dameneinzel  | Fontaine Chapman                | Linda Zechiri                   | Nicole Schaller                   |
| Herrendoppel | Miłosz Bochat Paweł Pietryja    | Vladimir Rusin Iiya Zdanov      | Maciej Dabrowski Mateusz Dubowski |
| Herrendoppel | Miłosz Bochat Paweł Pietryja    | Vladimir Rusin Iiya Zdanov      | Serdar Koca Emre Lale             |
| Damendoppel  | Steffi Annys Flore Vandenhoucke | Mathilda Lindholm Jenny Nyström | Sinead Chambers Jordan Hart       |
| Damendoppel  | Steffi Annys Flore Vandenhoucke | Mathilda Lindholm Jenny Nyström | Ágnes Kőrösi Orsolya Varga        |
| Mixed        | Iiya Zdanov Tatjana Bibik       | Paweł Pietryja Aneta Wojtkowska | Ciaran Chambers Sinead Chambers   |
| Mixed        | Iiya Zdanov Tatjana Bibik       | Paweł Pietryja Aneta Wojtkowska | Arttu Mahonen Sonja Pekkola       |